# Marco Rubio
Marco Antonio Rubio (n. 28 mai 1971, Miami, Florida, SUA) este un politician american, din 2011 senator de Florida din partea Partidului Republican.

## Familia
Rubio este descendentul unor emigranți cubanezi care au părăsit Cuba în 1956, la doi ani după prăbușirea dictaturii lui Fulgencio Batista.

## Distincții
Președintele Klaus Iohannis i-a conferit în anul 2017 Ordinul Steaua României în grad de comandor.